# Dunsfold
Dunsfold is een civil parish in het bestuurlijke gebied Waverley, in het Engelse graafschap Surrey.
Tijdens de Tweede Wereldoorlog bouwden de Canadezen hier een landingsbaan, later werd het een militaire vliegbasis. Deze vliegbasis wordt tegenwoordig gebruikt voor de populaire autoshow Top Gear. Hier staat de studio en het vliegveld is het testcircuit geworden. Volgens het programma zelf, zouden ze er ook Stigs en Dinosauriers kweken. Op het circuit van Top Gear staan nog steeds vliegtuigen.